# Pauline Kwalea
Pauline Kwalea (née le 29 février 1988 à Honiara) est une sprinteuse salomonienne.

## Carrière
Elle fait partie du relais 4 x 100 m des Mini-Jeux du Pacifique en 2005, en compagnie de Joycelyn Taurikeni, June Fataea et Elisabeth Gaobata, qui remporte la médaille de bronze. Elle est retenue pour prendre part aux championnats du monde d'athlétisme 2005 à Helsinki, où elle obtient son record personnel.
Le relais 4 x 100 m, avec Kwalea, Joycelyn Taurikeni, June Fataea et Flory Liza, remporte la médaille de bronze aux Jeux du Pacifique en 2007. Ensuite, aux Championnats d'Océanie d'athlétisme 2008, l'équipe des Salomons, composée de Jack Iroga, Flory Liza et Emmanuel Tautaumea, gagne la médaille de bronze dans l'épreuve de sprint medley relay.
Pauline Kwalea est invitée à participer à l'épreuve du 100 mètres aux Jeux olympiques d'été de 2008 à Pékin. Elle finit neuvième et dernière de la sixième série avec un temps de 13 s 28, nouveau record personnel. Elle est également invitée aux championnats du monde d'athlétisme 2009 à Berlin, où elle est sixième et avant-dernière de la neuvième série.
Elle prend part aux championnats du monde d'athlétisme en salle 2012 à Istanbul dans l'épreuve du 60 mètres, où elle est le 57e temps des séries. Invitée aux Jeux olympiques d'été de 2012 à Londres, elle finit cinquième de la troisième série du tour préliminaire, avec un temps de 12 s 90, nouveau record personnel. On la voit ensuite aux championnats du monde d'athlétisme 2013 à Moscou, dans l'épreuve du 100 mètres, où elle est le temps le plus lent des séries.